# Les Drôles de Blackpool
Pour plus de détails, voir Fiche technique et Distribution.
Les Drôles de Blackpool (Funny Bones) est une comédie douce-amère britannique réalisée  par Peter Chelsom sortie en 1995.

## Synopsis
Tommy Fawkes (Oliver Platt) aspire à devenir un comique célèbre. Hélas, il vit dans l'ombre écrasante de son illustre père George Fawkes (Jerry Lewis), dont la moindre parole terrasse un public hilare. Le soir de sa première à Las Vegas, Tommy vit une série de désastres : sa fiancée rompt, son texte écrit par un professionnel ringard fait un bide complet et son père le remplace sur scène au pied levé pour récolter un triomphe de plus. Humilié, Tommy disparaît.
En réalité, il est retourné en secret à Blackpool, Grande-Bretagne, station balnéaire peuplée d'originaux en tous genres et où il a vécu pendant sa plus petite enfance. Sur place, il se fait passer pour un certain Dick Tarascas et entreprend d'auditionner tous les comiques de la ville : 50 livres pour voir le spectacle, 5 000 livres pour l'acheter s'il est drôle.
Entre deux numéros, Tommy Fawkes déniche la perle rare : les Parker, une famille d'une drôlerie incroyable mais aux manières intrigantes. L'oncle dépressif est muet, le fils est plus ou moins autiste... et peu à peu, tandis qu'un inspecteur de police à la solde d'un mystérieux notable manœuvre dans l'ombre, Tommy comprend que la famille Parker cache un terrible secret...

## Fiche technique
- Titre : Les Drôles de Blackpool
- Titre original : Funny Bones
- Réalisation : Peter Chelsom
- Scénario : Peter Chelsom et Peter Flannery
- Musique : John Altman
- Photographie : Eduardo Serra
- Montage : Martin Walsh
- Production : Peter Chelsom et Simon Fields
- Société de production : Hollywood Pictures
- Société de distribution : Gaumont Buena Vista International (France) et Buena Vista Pictures (États-Unis)
- Pays de production :  Royaume-Uni et  États-Unis
- Genre : Comédie dramatique
- Durée : 128 minutes
- Dates de sortie : 
  - États-Unis : 31 mars 1995
  - Royaume-Uni : 29 septembre 1995
  - France : 13 décembre 1995

## Distribution
- Oliver Platt : Tommy Fawkes
- Jerry Lewis : George Fawkes, le père de Tommy
- Lee Evans : Jack Parker
- Ian McNeice : l'inspecteur Sharkey
- Oliver Reed : Le commanditaire mystérieux
- Leslie Caron : Katie Parker, la mère de Jack
- Ticky Holgado, Olivier Py et Mouss Zouheyri : les marins français
- Richard Griffiths : le maire de Blackpool
- George Carl : Thomas Parker, l'oncle muet de Jack Parker
- Terence Rigby : Billy Man
- Freddie Davies : Bruno Parker, le frère de Thomas

## Autour du film
Bien que méconnu, Funny Bones est parfois évoqué sur l'internet, certes de façon très sporadique mais toujours en termes élogieux. Pourtant, c'est un film exigeant qui ne cherche pas forcément à plaire. Il montre des personnages désespérés dans des situations déprimantes et parfois cruelles. C'est un film d'autant moins confortable qu'il prend un malin plaisir à chavirer d'un genre à l'autre ; ainsi la scène la plus poignante peut-elle subitement devenir hilarante et vice-versa. L'humour côtoie la gravité en permanence. C'est la vision de Peter Chelsom qui déclarait en entretien: "[...] pour moi, il y a de la place pour la comédie dans les histoires les plus tragiques. L'endroit le plus émouvant dans Les puissants (son film suivant) est quand Kieran Culkin, qui est sur le point de mourir, avec des tubes partout, appelle son copain Max et désigne le gars qui est responsable de l'Unité des Soins Intensifs - qui ressemble à M. Spock de Star Trek - et il chuchote : "C'est Spock" et ils commencent tous les deux à rire et à pleurer [...]"

## Anecdotes
- L'accroche du film : "Pour eux, le rire c'est du sérieux".
- Le titre signifie littéralement "les os drôles", autrement dit "le don de faire rire".
- Blackpool est le lieu de naissance de Peter Chelsom, le réalisateur.
- Ce film est le seul, hormis Crazy Horse de Paris (1977), dans lequel ait joué George Carl, l'interprète de l'oncle muet de Jack Parker. S'il ne s'était ainsi fait connaître des cinéphiles qu'à l'âge de 79 ans, George Carl était pourtant une légende vivante du monde du cirque et connut son heure de gloire après quelques apparitions télévisées aux États-Unis.

## Récompenses
- Grand prix du public au Festival du film britannique de Dinard 1995
- Grand prix et prix de la meilleure interprétation masculine du festival de Paris 1995